# 空手小公子 小日向海流
『空手小公子 小日向海流』（からてしょうこうし こひなたみのる）は、馬場康誌による日本の漫画作品。『週刊ヤングマガジン』（講談社）にて2000年から2012年まで連載された。単行本はヤンマガKCより全50巻。続編として、本作の2年後を舞台に新世代の主人公達を描いた『空手小公子物語』がある。

## あらすじ
東京都K市郊外にある名門体育大学、嶺南大学。体操部の先輩からいじめを受けていた小日向海流のところに第二空手部の武藤竜二が助けに来たことをきっかけに小日向は空手の魅力に惹かれていき、空手の道にのめり込んでいく。
第一章「百武会風雲内乱編」
体操部から第二空手部に移り、空手を習い始めた小日向海流が校内で発生する抗争やイベントに巻き込まれていく…。
第二章「夏季合宿疾風怒涛編」
第二空手部恒例の恐怖の沖縄合宿で様々な出来事が発生する。
第三章「鏑木流空手乱世死闘編」
鏑木流の全国大会、海流が出場する軽量級は他流派から前年度王者・濱田カオルやリュウ・オオスギが出て熱戦となる。また、無差別級では講壇会館の和泉の差し金でK・O・Sファイターの里見雅廣やジェラール・ベルトランが出場し、武藤と死闘を繰り広げる。
第四章「新世代若武者奮迅編」
全国大会後、武藤は安仁屋宗八に誘われて海外武者修行の旅に出た。その後、総裁が詐欺事件で捕まり、鏑木流は大幅な規模縮小を余儀なくされる。その煽りを受けて嶺南大学の部も第二空手部から鏑木流空手同好会へと格下げされ、居所だった道場を百武会に召し上げられてしまう。そして全国大会から一年後、部員達は工夫と団結力で活動を続けていた。鏑木流の全国大会がなくなったため試合は他流試合メインに移行、さらに主将の南が引退・卒業し、三年となった小日向や間宮、葉山の活躍を描く。

## 用語説明
嶺南大学（れいなんだいがく）
東京都K市近郊にあり、俗にスポーツ一流偏差値四流と呼ばれる体育大学。校内には100を超えるスポーツサークルがあり、学生寮も四つはある。学部は体育学部、文学部がある。体育学部は試験で名前さえ書けば、受かるという。
百武会（ひゃくぶかい）
武道系のサークルをまとめる執行部。執行役員は成績が優秀な部の主将から選ばれ、部費なども決定する権限も持っていて、退部者などの手続きをも扱う。サッカーや野球などのスポーツサークルをまとめるのは体育会連合と言う。
鏑木流空手（かぶらぎりゅうからて）
鏑木重蔵が創始した実践空手。顔面打撃や、肘打ちなどが許されており、格闘技専門誌の中でもマイナーな流派だがその過激さからカルトなファンもいる。
K・O・S（キング・オブ・ストライカーズ）
講壇会館館長・和泉光章が主催する格闘技イベント。
講壇会館（こうだんかいかん）
和泉光章が総裁を務めるマンモス道場。空手だけにとどまらず、ムエタイやボクシングといった専門トレーナーも数多くいる。

## 主要登場人物

### 嶺南大学鏑木流空手同好会（旧第二空手部）
小日向海流（こひなた みのる）
本作の主人公。嶺南大学体育学部三年。北海道上磯郡出身。身長172センチメートル 体重67キログラム。血液型はO型。初段。
1年生の頃、体操部に所属しオリンピックを目指していたが、先輩のいじめが原因で退部し、武藤の影響で第二空手部で鏑木流空手を始める。部の先輩であった武藤竜二、伊吹謙悟、タイのムエタイ絶対王者・サーマート・シリントゥを目標としている。子供っぽくお人好しで、すぐに泣いてしまう性格であったが、徐々に成長し泣き虫な面は薄れていっている。体育会系らしく、全力を尽くす相手には試合後に爽やかな態度を見せる反面、試合態度に不真面目さを見せる相手には、かなり攻撃的になる面がある。その性格が災いして、強かな相手にはずるずるとペースを握られ、真面目な相手には後先考えず消耗の激しい真っ向勝負を挑んでしまう。また、追い詰められると大技での一発逆転狙いになってしまう欠点もある。
体操選手としての肉体の下地と格闘の天賦の才を有しているため、成長速度は並外れている。体操で培った足腰のバネや柔軟性、空間認識力が強みで、特に蹴り技に抜群の冴えを見せる。自分の思い描く通りに体を動かすことに長けているため、ぶっつけ本番で大技を繰り出すことも多い。また、他選手の動きを見て真似ることも得意としており、後のトンチャイ戦にて、これまでの対戦相手の動きをコピーして自らと違う動きや技を取り込んだ結果、その才能を開花させ、あらゆる位置から攻防を1つの流れのまま行う「流水の空手」に開眼する。
「海流（みのる）」を「かいりゅう」と読まれるなど、特徴的な名前が誤読・誤記を招くことがしばしばあり、初段に昇段した際にも黒帯の刺繍を「小向海流」とされてへこんでいた。
格闘技のことしか頭にないのか三崎七奈の好意に対して気づいていないが、伊吹謙悟とたまたま2人きりだった所を見て誤解して慌てたり、彼女の応援で立ち直ったりしている。やがて、彼女がアメリカに行く話を聞いた際に想いを自覚し、それを伝えた。
K・O・Sドミネーターに出場し、ムエタイ王者・ジャンニ＝スカンダラッキー相手に善戦するも後一歩の所で敗北した。後に講壇会館館長・和泉光章の姪、ミシェール和泉の立ち上げた新人トーナメント・GENESISに出場を決める。一回戦、二回戦共に苦しめられながらも決勝に進出し、先輩の南と対決するが、敗北する。その後、主戦場をPOKFに移し、トンチャイと試合を行う。その中で自分のスタイルを確立しつつあり、"流水の空手"の片鱗に触れたと同時にトンチャイのクレバーな闘い方と勝利への執念を学び、勝利する。その後、緒方がチャンピオンを返上したことより、空位となった王座を目指す。そして、鳴海 透との戦いで周りを圧巻させつつ勝利を得て、POKFウェルター級チャンピオンとなる。そして彼等の大学卒業と共に、『空手小公子 小日向海流』の物語は終了する。
得意技は飛び蹴り全般、胴廻し回転蹴り、飛び膝蹴り。
武藤竜二（むとう りゅうじ）
神奈川県川崎市出身。身長188センチメートル 体重114キログラム。血液型はB型。弐段。
海流を空手の道に引き込んだ張本人。無類の喧嘩好きで、夜な夜な学内を徘徊しては、格闘技系の部活に所属する学生に喧嘩をふっかけていた。黄遥華と付き合っている。第25回全日本空手オープントーナメントの優勝者。日本人離れした体格とパワーに恵まれ、空手の技術も高いレベルで持ち合わせている。その剥き出しの闘争本能は世界の強豪に匹敵するレベルにある。
鏑木流全国大会無差別級の決勝戦で講壇会館の里見雅廣に惜敗してからは、人類最強を目指し、安仁屋宗八と共に海外に武者修行の旅に出る。後にK・O・Sのトップファイター・高砂との公開スパーリング、K・O・Sドミネーター出場のために一時帰国した。
K・O・Sドミネーターでは、安仁屋の指導の下でさらに向上した実力を見せ、世界9冠王・ジェラルド・ロップマンと互角の殴り合いを演じた後、得意の肘打ちで派手なKO勝利を見せた。その後、再び海外へ渡った。
南、伊吹、伊吹の兄・悟留とは大学以前からの同門で、親友同士である。
得意技は肘打ち。
南広樹（みなみ ひろき）
埼玉県狭山市出身。身長180センチメートル 体重75キログラム。血液型はA型。第二空手部第39代主将。参段（鏑木流最年少での授与）。
空手の伝統を重んじており、ケンカを好む武藤とは対照的な性格。結構お調子者で人当たりがよく、口も上手い。海流やペドロ、才蔵を入部させたのもこの口八丁によるものである。揉めごとを好まず、問題が起こればプライドを全く感じさせない土下座で全てをうやむやにしようとするが、本質的には責任感が強く他人想いで、海流が勝手に始めた喧嘩や騒動にも純粋に助けに出向いており、延藤希が有限会社イスカンダルで襲われた際に果敢に助けている。また、きつい鏑木流の練習で1人も欠員が出なかったのは、南の指導力の賜物である。南自身の軽い性格ゆえに後輩は主将の立場も気にせず遠慮なく接しているが、人として信頼され慕われている。合コン好きで時々参加していたりしたが、女運が悪くボロボロに捨てられたり、相手にされなかった。極度の痔持ち。イスカンダルの一件の縁から、延藤希と付き合っている。また、間宮を次期主将として任命するなど、ちゃんとした観察眼も持っている。
武藤とは過去に三度戦い、全勝をおさめているが、実は武藤が金的攻撃をして反則負けになっただけ。様々なセコイ小技を繰り出して試合をグダつかせペースを握ることから「ドロ試合の帝王」と呼ばれている。しかし、そんなドロ試合や、後輩を伸ばすために自らを殺し切ってきたためあまり気付かれないが、実は相当な実力の持ち主。特に防御に関しては天才と評される程の技術で、ディフェンスなら鏑木流随一で伊吹も自分より上と認めている。マイ・ペンライの指導の下、少林寺拳法の八方目の特訓により眼力が鍛えられ、広大な視野を得てさらに防御を向上させた。しかし欠点として、あまりにも相手の動きが見えすぎるためにフェイントに掛かり易い。そして最大の武器として、躊躇なく自らを滅して相手の攻撃に飛び込み、あるいは受け止め捌く「絶対の覚悟」を持っている。鏑木流創始者の鏑木重蔵、副総裁の立花からもその実力を非常に高く評価され、「鏑木の最終兵器」と認められ、鏑木流の未来を託されている。
就職活動に失敗し、秋田光晴の下で鏑木流空手の指導員（月給2万5000円）を勤める一方で、中華料理店のアルバイトをして糊口をしのいでいる。ひょんな手違いから、海流と同じGENESISにノミネートされ、出場を決意する。マイ・ペンライ（鏑木重蔵）の指導と作戦の下、優勝候補の強敵達を下して決勝まで進出し、海流と対戦。海流の全力を受け止め、潜在能力を見届けてから、真の実力を見せてKOで勝利する。その実績と経験、鏑木重蔵からの推薦もあり、鏑木流空手・南道場を開く。試合の調整と並行しての生徒指導にアルバイトをするが、恋人の支えもあり、厳しくも充実した生活を送っている。そして、バイトを首になり困っている門下生には月謝も気にせず心配するなど、決して楽ではない自分の生活よりも他者を心配する優しさも失っておらず、指導者として大成しつつある。
得意技は、蹴り足の部位を使いわけ、あらゆる角度からどの打点でも正確に狙い打てる「七色の下段回し蹴り」、「城壁防御」と称されるディフェンス、肘打ち、トンファー。
伊吹謙悟（いぶき けんご）
文学部中退。東京都世田谷区出身。身長185センチメートル 体重75キログラム。血液型はA型。弐段。
鏑木流中量級王者の経歴を持ち、キックボクシングのUKKF.スーパーウェルター級王者となった。目標は兄を倒したムエタイ戦士、中量級世界最強のサーマート・シリントゥを倒すこと。その目標のため二年生の途中で大学を中退、講壇会館に移籍して和泉光章のバックアップを獲得し、K・O・Sファイターとして修行している。空手家から転向したキックボクサーであり、当然打撃に長け、ペドロ相手に四つに組んだ状態で押し負けないなど、体幹部の強靭さも相当なもの。古風な稽古を好み、濱田からは「痛い武道オタク」と認知されているが、その特訓の成果によりトップクラスのキックコントロールを誇る。本来はサウスポーである。
少年時代は明るく表情豊かだったが、兄がサーマートに倒されてからは仇討ちのために強くなることに全てを注ぎ、あまり表情を出さず、無愛想な性格になった。当初は海流のことを無意識に兄と重ねていることもあって敵視していたが、組み手をする中で海流をライバルと認める。それ以来表情も幾分柔らかくなっている。在学中は少年空手の指導員のバイトをし、優しい表情を向け、子供相手に暴力を振るった相手には容赦ない姿を見せていた。
K・O・Sでは中量級日本トーナメントで優勝するなど、日本のエースとして活躍している。その実力とルックスの良さから多くの女性ファンをもつスター選手となっている。
得意技は蹴りと左ジャブ。
間宮聖二（まみや せいじ）
文学部三年。東京都国分寺市出身。身長159センチメートル 体重55キログラム 血液型はA型。第二空手部改め鏑木流空手同好会40代主将。初段。
昔は家系がら剣道をやっており、高校時代には全国大会で準優勝を治めるほどの実力だったが、武藤の喧嘩を見て空手の魅力に惹かれ、空手の道を歩む。剣道部主将の間宮貴一は兄。剣道家時代にはカウンターを主とするヒットアンドアウェイの戦法を得意としていたが、空手では武藤の影響から、小柄な体格では困難な前に出て攻め続ける戦法を取り続けており、それゆえ負けも多い。
登場当初は温厚な人柄だったが、負けん気が強く、時々毒舌を吐いたり、彼女がいる南や海流に対して僻んで不吉なことを呟いたりするなど、次第に兄に似たドス黒い人格を覗かせるようになる。憎まれ役となってでも部員を引っ張っていく統率力が認められ、南から主将に指名される。金髪好きで、当初留学生のアリョーシャにアピールしていた。実家は間宮建設という会社を経営しており、実は御曹司である。マンションに一人暮らしをしているが、学生の一人暮らしには不相応なほど豪華。
必殺技は間宮流秘剣「夜霞」を改良したアッパー・秘拳「夜霞」。
葉山健太郎（はやま けんたろう）
体育学部3年。神奈川県横浜市出身。身長174センチメートル 体重64キログラム。血液型はAB型。初段。
第二空手部きってのお調子者。臆病だが、それゆえに本能的に相手の次の攻撃が予測できる、草食動物並みに高い危機察知能力が備わっている。褒められると際限無く伸びる天才肌。組み手は苦手であるが型は得意中の得意。赤峰梨夏と付き合っている。
南道場のプロ選手として、日夜トレーニングに勤しんでいる。
得意技はディフェンス全般、立花スペシャル（ただのカウンター攻撃）。
ペドロ・バルボーザ(Pedro Barboza)
体育学部3年。ブラジル・サンパウロ出身。身長190センチメートル 体重103キログラム。血液型はAB型。
見た目は温厚な留学生の柔道部員、だがその正体は、夜な夜な覆面をかぶり大学構内で男子学生だけを狙っていたゲイのレイプ魔であり、その事実により柔道部を退部。フリーになっていたところ、南に買われ、第二空手部に入部した。ブラジリアン柔術の紫帯、かつ武藤の蹴りを耐える耐久力など実力は本物。試合で直接活躍するシーンは少ないが、総合ルールで挑んだ対士龍館戦では絞め技・関節技のコーチ・トレーナーとして大いに活躍した。美少年好きで、今でも海流を虎視眈々と狙っている。ちなみに海流・葉山・ペドロは寮のルームメイト。
得意技は柔術の寝技全般で、レスリング技術も高い。
霞才蔵（かすみ さいぞう）（本名・高倉広志）
長野県上水内郡出身。身長174センチメートル 体重70キログラム。血液型はA型。
祖父・高倉哲山から忍術を習っていた高倉流忍術の正統後継者。嶺南大学の忍術部の最後の首領だったが、忍術部が廃部となった際のいざこざの中で、勘違いから襲撃した南との勝負に敗れ、スカウトされて第二空手部に入部。以来、南のことを「殿」と呼び慕っている。非常にアホで、かつ時代錯誤。対戦相手に関する諜報活動が得意で、情報収集の役を担っていたが、卒業して旭太陽が入部して以降は情報の質・量ともに圧倒されている。妹は薙刀部主将の高倉晶子。非常に妹思いだが、時に異常で過剰なまでの感情を表す時があり、晶子に疎ましがられている。
AVの制作をしている有限会社イスカンダルに就職・所属している。
得意技は古流柔術の寝技、高倉流忍術「磁光真空拳」（片膝を地面に付けての金的への正拳突き。「世界忍者戦ジライヤ」の磁光真空剣のパロディ）、「火遁魔風破」（大道芸のように液体発火薬を利用して火を噴く。カルロス戦では、グローブ内に仕込んでいた。これも「世界忍者戦ジライヤ」のパロディ）など。しかし、試合では当然反則なので、これが原因で対士龍館戦では団体戦を（士龍館側も道場を担保にしており、興行の成功が必須条件だった故に）チーム全体が失格になってしまった。
竹中久（たけなか ひさし）
体育学部2年。東京都西東京市出身。身長173センチメートル 体重63キログラム。血液型はAB型。通称「タケ」。
高校時代にボクシング部に所属していたが、自分の強さへの過信から幾多の傷害事件を起こしていた。だが昇級審査で海流と組み手をして敗れてからは、海流の強さと空手の魅力に惚れて、昇級審査から1年後に鏑木流空手同好会に入会した。対士龍館戦では屈辱の秒殺KO負けを喫してしまい、同好会内で一番稽古に励むようになる。小日向を大変慕っており、小日向を贔屓することもしばしばある。反面、後輩には厳しい。間宮の後を受け鏑木流空手同好会41代主将となる。
自分を倒した今井遊斗を目標に特訓を重ねる。
得意技はパンチの連打、空手の試し割り。最も得意なのは左ボディフック。
赤峰梨夏（あかみね りか）
嶺南大学二年。沖縄県出身。鏑木流空手沖縄支部代表・赤峰一虎の一人娘である。海流らが一年の時の沖縄合宿で出会う（当時は17歳の高校三年生だった）。父に空手の手ほどきを受け、既に黒帯（初段）。スレンダーな体型は度々ネタにされている。
第二空手部の合宿中、夜にこっそり一人で練習をしていた葉山に型を教えてやる。中学生の頃から武藤に憧れていたが、合宿の際に武藤が遥華と付き合っていることを知り失恋。その時にストレス解消のサンドバッグ代わりになってくれた葉山に好意を抱き、後に付き合うようになる。高校卒業後、上京して嶺南大学に進学し、第二空手部改め鏑木流空手同好会に入部する。
ちなみに母親がプロレスラーなのかプロレスには結構詳しく、田伏準の大ファンで、GENESISでは海流そっちのけで応援していた。
旭太陽（あさひ たいよう）
嶺南大学1年。名前負けの超格闘技オタク少年。見た目はアニメオタクのようであり、眼鏡のせいでどんな目をしているかわからない、物静かだがいつも微笑んでいる。存在感が薄く気配がほとんどない。小日向の対戦経歴どころか、葉山の士龍館戦、タケの秒殺まで詳しく知っており、マイナーな試合も裏ルートから調達するなど、格闘技に関する情報を集めることに関しては異常に優れており、非常に頼りになる。そのため、試合の際には情報収集の役を担っている。
ひ弱そうな外見通り、入部当初は稽古について行けずダウンしていたが、根性は人一倍あり、有名になった海流目当てで入部した格闘技ファンの生徒達が次々と辞めて行く中、一平と共に部に残った。後輩からの人望も厚く、そのことから後に鏑木流空手同好会42代主将となる。
アリョーシャ・ハリチェンコ(Алёша Xариченко)
ロシア人留学生。講壇会館の紫帯のニューハーフ。なぜか第二空手部に入部。かつて講壇会館ロシア支部に指導に来た濱田と出会い、互いに見染め合い、日本で再会して以降（象さんを隠して）付き合っている。
空手の実力は高く、軍でコマンドサンボを経験していたので寝技でもペドロを圧倒するなど侮れない人物。またペドロが象さんのことをカオルにばらそうとした時には偶然を装って蹴り飛ばし、実力行使で脅すなどの恐ろしい一面も持つ。最近は象さんのことを持ち出されても余裕の面持ちであることから、既に証拠を隠滅したとも疑われているが、真相は不明。
濱田には本屋でバイトをしていると嘘をつきながらロシアンパブで働いている。
潮一平（うしお いっぺい）
嶺南大学体育学部1年。軍艦（？）リーゼント頭のヤンキー。北関東系丸出しで、まともな大学生には見えない。
語尾に「- だっぺ」とつくなまりが特徴的。格闘技の経験はないが喧嘩慣れしており、講壇会館空手出身の有望株である川島を頭突き一発で簡単にKOする。また、筋肉はまだ細いが背丈は高く、パンチやキックのパワーは竹中を吹っ飛ばすなどかなりのものであり、天性のストライカー。
海流の試合を見て挑戦しに来るも、それに異を唱えた竹中と勝負し敗北。それを機に入部するが、海流を倒すことは諦めておらず、「小公子」と呼び捨てにしている。
実は七代目「紫皇帝（パープルカイザー）」の特攻隊長であり、初代特攻隊長だった高橋速人のことを尊敬しており、彼の試合には同好会とは別に駆けつけ、彼を応援している。
高校時代は有名ラーメン店でバイトしていた上に、調理師免許を持っているため（ラーメンやチャーハンなど中華）料理も上手い。南のGENESIS参戦の際に代理としてラーメン店を手伝った際には、客層が変わって店を乗っ取りかけるほどの腕前。
川島陸（かわしま りく）
フルコン空手同好会から鏑木流第二空手部に移籍してきた一年生。講壇会館の紫帯を持ち高校の部で県優勝したことがある有望株（間宮談、ただしその後間宮に名前を間違えられる等印象は希薄）。沖縄合宿で間宮とフルコンルールでの相手や、南の練習相手などを務めているため、力はあると推測される。草食系男子の面もあり、後輩の女子たちとは上手く溶け込めない様子。

### 嶺南大学関係者
三崎七奈（みさき なな）
海流の友人で、体操部のホープ。オリンピック強化選手でもある。
海流に好意を抱いており、彼に近づく女性をことごとく敵視している。しかし、当の海流が格闘技のことしか頭にないため、一向に気づいてもらえていない。
前々から体操で結果を残せなかった場合は、パーソナルトレーナーの勉強をアメリカですることを考えており、海流への想いも断ち切ろうと考えていた。しかし、海流から想いを伝えられ、奈々が戻ってくるまでにチャンピオンになって、一緒になろうと伝えられ、それを約束してアメリカへと旅立った。彼がPOKFチャンピオンになった際は誰よりも喜んだ。
黄遥華（こう はるか）
嶺南大学テコンドー部（男女混交）の女主将。学内最強の女性と評判。武藤や南らと同学年のため、同年に卒業している。
里見とは幼馴染にしてかつての恋人で、「雅兄」と呼んで慕っていたが、彼が空手の修行のために海外に行って彼女を捨てたことから、空手を嫌っていた。
高校の頃は里見の影響か空手を習っており、テコンドーの下地もあって実力は高かった。
三崎七奈曰く、男運はないらしい。クールで余裕のある大人な女性だがミシェール・和泉が武藤と親しげにしていた際は非常に不機嫌になっていたり、延藤希を挑発して八つ当たりするなど大人気ない一面も持つ。
強くて野性味を持った男性が好みのようで、出会った時から武藤に惹かれ、いつの間にか付き合うようになる。その後、武藤の海外武者修行のため遠距離恋愛となったが、離れている間のおざなりな扱いに業を煮やし、武藤がK・O・Sドミネーターの試合後に再び旅立つ時「ついでに自分も世界最強の女になる」と宣言して一緒について行ってしまった。
高倉晶子（たかくら あきこ）
女子薙刀部主将。海流らと同学年の3年生。大人しい性格だが薙刀の実力は本物。なぜか眼鏡をとると手加減が出来なくなる。作中一番の巨乳。
高倉流忍術の家の生まれ。子供の頃は彼女もくの一の修行をしていたが、成長するに従って羞恥心が芽生えたせいか、今では忍者の家系であることは他人に隠している。本気で忍者を目指している兄の才蔵のことが悩みの種。だが彼女自身、トラブル解決のために人の弱味を握ろうとするなど、どこか兄と似た思考回路を持っている。
当初は海流に好意を抱いていたが、その後段々と間宮聖二が気になるようになる。
延藤希（えんどう のぞみ）
女子薙刀部の元主将。薙刀では相当の腕前を持つ美女だが、男勝りの言動と目つきが少々きついのが玉に瑕の様子（遥華と喧嘩した際には「三白眼」と罵られている）。その印象のせいか就職活動が上手くいかず、知らずに行ったAV製作会社で女優デビューさせられそうになった所を南に助けられる。以来、南の特訓に付き合わされるようになり、そのうちに恋人同士となる。
就職活動に失敗し、大学卒業後は駅前の喫茶店「イゼルローン」でバイトをしているが、マスターの趣味のためかメイド服を着ている。
恋人の南は試合の調整や道場のことで手一杯だが、そんな彼の姿を優しく見守る。
祖母の千代は嶺南大学の理事で薙刀部の顧問。
間宮貴一（まみや きいち）
嶺南大学剣道部主将で聖二の実兄。高校・大学ともに剣道全国大会の覇者。痩身ながら並外れた腕力を持つ。性格は非常に冷徹。目的のためなら弟を半殺しにするのも厭わない。亡き母との約束を守るため聖二を力ずくで剣道の道に戻そうとするが、海流や武藤との決闘に敗れ断念。聖二の道を認め、突き放す形で和解した。後に士龍館との団体戦を控えた聖二に間宮流秘剣「夜霞」を伝授した。
ちなみに延藤希とは、聖二も含めて幼なじみの関係にある。
田村啓太（たむら けいた）
柔道部主将で、オリンピック代表選手。しかし、第1話で登場早々、いきなり武藤に襲われ、肋骨を折られてあっけなく敗北。
また、運動部男子を狙った強姦事件の犯人がペドロであることに気づいて、彼を退部させようとするが、腕をはずされ、あげくバイブを肛門に突っ込まれた脅迫写真を撮られかけるなど、完全にやられキャラとして定着してしまった。
その後もちょくちょく顔を出しているが、ストーリーにはほとんど食い込んでいない。ブサイクな彼女がおり、「タムタム」と呼ばれている。

### 鏑木流空手
立花宗護（たちばな そうご）
鏑木流の創設時代からの高弟「三羽烏」の一人で鏑木流の副総裁。周囲の反対を押し切って総帥に推薦した重美の不祥事で鏑木流が失墜したことに強い責任を感じており、総帥代行に就任して鏑木流の復興と小日向達の指導に力を入れている。常識人に見えて、意外と目的のために問題行為を伏せる一面がある。
リュウ・オオスギ
元アイドル。当初は鏑木流の軽量級に出場し、予選決勝で海流を判定で降すも、本戦で濱田に敗北を喫してしまう。後に濱田打倒のため、士龍館に所属。海流との再戦では全てを捨て、意識改革した強さをぶつけようとしたが、科学的トレーニングや筋肉増強剤に走った彼はもはや海流の敵ではなかった。敗北後はアイドルをやめ、打倒・海流に向けて伊吹と共にオランダへと旅立つ。
海流に再戦で倒され、原点に戻った後も濱田のことは未だに恨んでいる節があり、伊吹とオランダに渡った時は濱田が出稽古に来た際は意図的に外出したり、寝言で恨みごとを呟くことも。
秋田三晴（あきた みつはる）
武蔵野道場支部長。「三羽烏」の1人。武藤や南らの師にあたる。
赤嶺一虎（あかみね かずとら）
沖縄道場支部長。「三羽烏」の1人で赤嶺梨夏の父。敬語口調で一見して温厚そうだが、門下生には非常に厳しく、沖縄合宿に来た第二空手部の一年生を苛め抜く。娘の梨夏と葉山との交際を快く思っていない。実はヘルメットを装着しており、ペドロのみが真実を知っている。
田沼哲史（たぬま さとし）
鏑木流の大会では武藤に勝ち越している元無差別級王者。己のためではなく他人のために戦う男で、里見と戦った際には勝てずとも、武藤のために勝ちを捨てて右腕を破壊する。嶺南大の後輩の試合時にはコーチ・スパーリングパートナーを務めてくれている。職業は公務員で、GENESIS前に幼馴染と結婚した。南の昔の理想像を体現しているため、南からは眩しがられている。
寺西貴文（てらにし たかふみ）
鏑木流弐段。普段は警備会社に勤務。身長は無いが重量級の破壊力と異常な打たれ強さを持ち、軽量級の打撃ではビクともしない。過去に膝を破壊された濱田との再戦に執念を燃やすが、予選でリュウに敗れる。南と仲が良く、南の試合前に対戦相手のビデオを提供したりセコンドを務めたりしている。
鏑木重蔵（かぶらぎ じゅうぞう）
鏑木流空手の創始者。講壇会館の後継者争いのゴタゴタを避け、講壇会館から分離独立する形で鏑木流を興す。10年前に病没したと伝えられているが、実はフィリピンパブで知り合った女性とフィリピンへ駆け落ちしたことを隠すための嘘で、その事実は立花たち三羽烏にしか知られていない。しかし、和泉はそのことで重美に香典を渡しているため、香典詐欺となっている。GENESISトーナメント直前、妻のルビーと喧嘩して家に居辛くなったため日本に一時帰国。立花の家に転がり込み、居候の宿泊代として南のトレーナーを勤める。本名は使えないため、偽名として「マイ・ペンライ」と名乗る。
日本一のトレーナーと言われた程の技術を持ち、作戦立案能力が非常に高く、自分の弟子の特性を知り、相手を調べ尽くしてその弱点を徹底的に突く名人。講壇会館時代は自分の弟子たちを常勝軍団に磨き上げ、南もGENESIS決勝まで導いた。
南のGENESIS優勝、彼の道場を開く話に渋る南に正体を名乗る。そして彼の背中を後押し、南道場の設立が決まる。
鏑木重美（かぶらぎ しげみ）
元美容師の鏑木流二代目総裁。鏑木重蔵の次男。ナヨナヨした優男で空手の心得も指導力もなく、和泉光章の口車にあっさり乗せられる等かなりのお調子者。後に美容師時代にダイエット詐欺を働いていたことが発覚して逮捕される。これが原因で鏑木流の権威は地に堕ちてしまった。出所後は美容師に戻った。
クリストファー・ヤング(Christpher Young)
アメリカ空軍の曹長で鏑木流空手初段。全国大会ベスト16の実績を持つ。東北弁で喋る。少し前までは喧嘩っぱやいチンピラだったが準々決勝で武藤に負けてからは改心し優しい心の持ち主となった。不良時代にアイリーンという金髪美女と付き合っていた。小日向達を助けるため向かったケビンの闘技場では無駄な喧嘩は避けたいと示したため両足を拳銃で撃ち抜かれた。その後、鏑木流の全国大会に松葉杖姿で応援に来ている。

### 講壇会館
和泉光章（いずみ こうしょう）
講壇会館館長兼K・O・S総合プロデューサー。強い男をコレクションすることが趣味で、「ダイヤより価値がある」彼らが価値の理解できない連中の手に渡ることを嫌っている。実力のない選手を認めず、真に強い選手のみ認めている。各方面に強いパイプを持っているらしく、かつてK・O・Sで伊吹悟留が事故死した際にもそれを一切公表させなかった。経営者としては、試合に集中させるために黄遥華を里見から示談金を渡して引き剥がしたりするなど冷徹な部分を持つ一方で、気に入った「ダイヤより価値がある」男には非常に目にかけ厚遇し、手に入れようとする。息子のカオルに対しても自ら空手を教え込み、父親として見守っている。
本人も若い頃に講壇空手全日本選手権大会で優勝経験のある武道家。「どん亀」と呼ばれる不器用な空手家として知られていた。優勝後、キックデビュー戦で世界王者を破り、WKKAJr.ウェルター級王者に輝き、立花や師である鏑木重蔵の手を借りずに闘いたいと志願し本部へ移籍した。しかし続く元ムエタイ王者タナゴーン・アムマラットとの試合で完敗し、その負傷を押して一ヶ月後に試合を強行、連敗し引退した。このことから「弱い者は強い者に敗れる、その摂理を小細工で曲げてまで弱者を勝利させるのは勝負に対する冒瀆」という持論・偏見を持つようになる。
海流には早い段階から目をつけていたが、ジャンニ＝スカンダラッキーに敗北した際に一度は見切りをつけたが、その後の躍進で評価を改めた所、襲撃を受けて大怪我を負ってしまう。
濱田馨（はまだ かおる）
講壇会館所属。大阪府出身。身長163センチメートル 体重68キログラム。
空手、キックボクシング問わず国内軽量級では敵無し、中量級でも日本最強のプロ格闘家。打撃のみならず寝技も優れている。国内の中・軽量級では頭一つ抜けた実力を誇っており、世界相手にも互角以上に戦え、その実力はタナゴーンやサーマートにすら認められる。明るくフレンドリーなお調子者の一方で、試合では相手を痛めつけることに興奮する残虐さと好奇心旺盛な面を併せ持っており、鏑木流全国大会軽量級ではリュウ・オオスギの顔のみを狙って弄び、海流との決勝では遊びモード全開で制限時間一杯まで翻弄して試合に勝利した。論より才能が抜きん出た、いわゆる天才型の選手だが、その一方で後輩への指導では理論的な指導者としての資質も見せている。しかし、K・O・S本戦を見据え過ぎて一戦一戦を消耗の激しい戦い方をしてしまう海流に対して、自身も海流を世界と戦わせることばかりを見据えて、GENESISのトーナメントでは実力任せで具体的な作戦も立てず、相手選手の情報も殆ど集めずに臨むなど、参謀としては未熟であり、本人もGENESISにてそれを自覚した。
中量級世界最強の座と引退を懸けてサーマートと対戦。圧倒的な実力差に満身創痍となりながらも必殺の「海老チリパンチ」にて一矢報いたが、壊れた足ではダメージも与えられず、直後にワンツーでダウンを奪われた。しかし、勝機の無い体でも立ち上がるが、危険な攻撃を封印するサーマートはそれ以上の攻撃を拒み、試合放棄してしまう。ルール上では勝利するも事実上完敗であり、その行為を受け引退を宣言した。その後は海流や伊吹に後を託し、海流のセコンド兼トレーナーに多く付くようになる。GENESISにて参謀としての己の未熟さを痛感し、講壇館職員も辞して、海流の専属トレーナーとなって共に歩むことを決意する。
プロ格闘家の本業以外に時折、タイ料理店「チョークディー」の余興試合で、「ドス・カオルJr.」と言うリングネームを用いて試合も行っていた。講壇会館館長である和泉光章の子供である。
モデルはシュートボクシング出身で、K-1、総合格闘技、プロレスでも活躍した村浜武洋。
得意技は「カオルちゃん」シリーズ。必殺技はアッパーで相手の注意をひきつけ、すぐさまハイキックを繰り出すことで相手の死角をつく「海老チリパンチ」。前述の通りこの技のキモは蹴りの部分であるが、サーマート戦では罠としてスパーリングや記者会見であえて「パンチ」であるとアピールしていた。なおサーマート戦後、弟子となった海流も同じ技を使う場面があるが、そこでは実況で「エビチリキック」とより正しい名称で呼ばれている。
里見雅廣（さとみ まさひろ）
講壇会館所属。大阪府出身。身長185センチメートル 体重105キログラム。
ヘビー級の第一線で戦ってきた日本重量級最強の空手家。第2回K・O・SGP準優勝という経歴を持ち、日本人の中で世界の壁を誰よりも知っている男。黄遥華とは幼馴染みであり、かつての恋人でもあったが、世界と戦うために遥華を捨てて海外へ渡り、それ以降は疎遠になっている。幼少時は凶暴な闘犬を殴って海に沈めるなど、和泉曰く「狂犬」のような相当やんちゃな子供であったため、矯正するために和泉に空手を教えられた。これまでの試合で受けたダメージからくる首神経の負傷や失明の危機、全国大会での右腕の故障を抱えた状態ながらも、K・O・Sを守るためにリングに上がる。
鏑木流全国大会無差別級に異例の参戦をし、元無差別級王者の田沼哲史に右腕を破壊されながらも撃破、続く決勝戦で武藤と対峙し、激闘を繰り広げる。結果的に判定勝利したが、武藤が負傷を押して戦っていたことから自分の負けであったと認めている。
得意技は左レバーブロー、下段廻し蹴り、右上段廻し蹴り。
里見大地（さとみ だいち）
里見雅廣の父違いの弟。顔や性格、体格も、拳の大きさ以外は兄とまるで似ていない。地味な容姿に控えめな性格で、さらに赤面症であり、女性と向かい合って話が出来ない純情な性格。自らが兄に代われるだけの選手になることを目指している。「講壇の秘密兵器」として徹底的に存在を隠されてきて、日本ではなくタイやヨーロッパに渡って試合を重ね、チャンピオンも含めたタイ人相手に無敗を誇っていた。
関節が硬く、キックはローとミドルしか打てないが、その硬い体ゆえに打撃が異常な痛みを与える。パンチは大振りかつスローながらも持ち前のパワーと拳の大きさからヘビー級のパンチ力を誇り、打たれ強さも常人離れしている。最大の武器が天性の不器用さからくる独特な攻撃リズムで、相手が一流であるほど、その異質な攻撃リズムに感覚を狂わされ、攻撃を受けてしまう。それら数多の才能を活かし、格上の実力者にも勝ち続けてきた。
GENESISに参戦、二回戦で南と対戦する。異質なリズムとパワーで押すも、南の蚊作戦によってそのリズムを矯正されて圧倒される。和泉の指示で立ち直るも、南との打ち合いの末肘の二連打を受けてKOされ、敗退した。
ミシェール和泉（ミシェールいずみ）
講壇会館会長・和泉光章の姪。K・O・Sの統括ブッキングマネージャー。ハーフである金髪の美女。大会のカード編成に携わっているK・O・Sの天才ブッカー。和泉とは異なる考え方をし、和泉は切り捨てた選手でも、彼女が実力を認めた選手は独自にスカウトし取り込んでいる。そうして自ら目を付けた選手を集めた新人トーナメント・GENESISを企画、開催する。

### 士龍館
今井遊斗（いまい ゆうと）
士龍館空手初段。身長185センチメートル 体重70キログラム。第4回士龍館空手「皇龍杯」軽量級王者。
邪道空手とも蔑まれている総合空手・士龍館のエースであり館長・今井龍斗の息子。他流派の大会を30以上も制覇し、“士龍館が生んだ200戦無敗の天才児”と呼ばれた格闘技の申し子。鏑木流空手の全国大会オープントーナメントでは小日向に敗戦、1年後には対嶺南で竹中を瞬殺するも間宮の根性の前に引き分け、小日向との再戦は叶わなかった。
キックボクシングデビューした後、海流を目標に腕を磨く。
守山浩（もりやま ひろし）
士龍館空手三段、第2回「皇龍杯」軽量級準優勝。身長165センチメートル。津田沼支部所属。
第2回皇龍杯決勝戦で対戦相手を再起不能にしてしまったために準優勝になってしまった経歴を持つ、また「士龍館のリトルタイソン」の異名を持つ程の豪腕とキレるとルールを無視する凶暴性を秘める、事実対葉山戦でキレて反則を連発した、だが全てかわされてしまいカウンターを受け敗北する。その一方で負けた後葉山のことを認め再戦を誓う潔さも持つ。
押川修一（おしかわ しゅういち）
第1回「皇龍杯」無差別級優勝。身長171センチメートル。杉並支部所属。
冴えない風采で本人も気にしている、だが実力は確かで「士龍館の裏番長」と呼ばれ道場破りを倒す門番として活躍してきた。実は今井遊斗に自分のスタイルを教えている。
地味な外見や表に出てこれなかったせいもあり、大会に出た際には有名になってモテたいという願望も持っている。
相手を正視しないで視界の端で黒目を動かさずに見るという特技を持ち、そこから多重フェイント等のトリッキーな攻撃が武器、しかし葉山にその全てを見切られカウンターで二度のダウンを奪われ敗北を喫する。

### その他の登場人物
安仁屋宗八（あにや そうはち）
琉球古武術を極めたと謳われる拳聖。空手の源流である唐手を競技ではなく武術として伝承している。古武術復興のためアメリカに渡っていた。伝説的な人物となっているが実のところ結構狡賢いところがある。見てくれは小柄で、間宮曰く「今にも死にそうなお爺さん」とのことだが、ボディビルディングによって80を過ぎた老体とは思えない肉体をしている。沖縄中に門弟がいるとのことだが実際、正式な弟子はいない模様。那覇の実家に戻った際に沖縄中の武道家が教えを受けるために向かい、その筋で武藤と組手を行なう。100キログラム近い武藤の突きにも当たり負けせず、抜ち手、砂かけ、十字受けなどの技で攻防を繰り広げる。組手後は武藤の実力を計らいアメリカへ武者修行として共に渡り、体格と実力を一回りも二回りも上げた。高砂との公開スパーリング、K・O・Sドミネーター出場のために武藤と共に帰国した。赤峰一虎、和泉光章などにも先生と呼ばれている。
名前の由来は沖縄県初のプロ野球選手、安仁屋宗八。
高橋速人（たかはし はやと）
WWWKA及びK.I.C.K.Kのスーパーウェルター級王者。本名、高橋紀男。ボクサー顔負けのボクシング技術と強烈なローキックを武器とし、「日本キックボクシングを完成させた男」と呼ばれる選手。元々、喧嘩経験が豊富で才能もあるが、トップクラスの才能には及ばないことは自覚している努力家でもある。また、ルックスの良さとプロ意識の高さも相まって非常に人気が高い。そうしたブランドを守るために、いつの間にか勝てる相手を選んで戦ってきたが、シンサックとの対戦が決まった際、かつての姿を思い出し、善戦するが敗退する。しかし、その敗退を苦にすることなく、練習を再開する。
実は茨城の暴走族「紫皇帝（パープルカイザー）」の初代特攻隊長だったが、ファンには東京の渋谷生まれで渋谷育ちと公言しているため、本人はその過去をひた隠しにしている。K・O・Sラプターズで敗戦した伊吹に雪辱するため、かつて自分を追い詰めた（ヤオ判定で勝利させられたが実質敗北した）尾嶋幸典を作戦参謀に迎えた。
K・O・SU70世界一決定戦の一回戦で、かつての気合を取り戻すためにムエタイ王者シンサックと対戦。尾崎のコマンドー作戦で立ち回るも、シンサックの手のひらの上で弄ばれ、再び顎を砕かれ敗北した。しかしその一戦でかつての気合いを取戻し、次の試合で勝利するためにトレーニングに励む。
モデルはK-1中量級のカリスマ魔裟斗。
ジェラール・ベルトラン
身長191センチメートル 体重120キログラム。
K・O・S王者。スピード・パワーとも超一級のハードパンチャー。里見と同じく、和泉光章から武藤を倒すために鏑木流全国大会に送り込まれた刺客。元々は離婚して離れ離れの娘・アネットと会いたいがために承諾する。全国大会に出場するも、拳が壊れることを恐れてパンチが打てず、毒キノコの力でトランス状態になった南に判定で敗北。しかしその後、和泉光章の力で特例の大会ルール16条を設けられ、負傷し、棄権した南の代わりに再び畳に上がる。勝つためにパンチを解禁し、武藤を本気で倒しにかかるも、接戦の末、武藤の肘打ちを顎に喰らい、敗北した。ただし、和泉の計らいによって娘と会うことが許された。以前、世界9冠王ジェラルド・ロップマンと対戦、敗北している。
栄養ドリンク「ビタミンタイガー」のCMにも出演している。
モデルはK-1ヘビー級で活躍したハードパンチャー、マイク・ベルナルド。
アンドレ・マキンバ
WWKA欧州スーパーミドル級王者。SIKA欧州クルーザー級王者。
「蜘蛛男」とも称される欧州王者で、198センチメートルの長身からくる非常に長いリーチのパンチ・キックと、異常なほどに鍛え抜かれた左足が特徴。その左足で相手のローを受け切り、踏み込んできたところを強烈な威力とリーチのパンチで迎撃する戦法を得意とする。ベルトランの弟子で、ベルトランに泥仕合を仕掛け破った南を憎悪し、試合を挑んだ。下馬評では勝利を確信されていたが、南の予想外のディフェンス力と下段廻し蹴りによりKO寸前まで追い込まれる。しかし闇雲に放ったパンチが南の痔に直撃し、KOの危機は免れるも試合が一時中断。1Rでダウンを奪っていたためポイントでは勝っていたものの、それを金的と取られての反則減点で引き分けとなった。
得意技はリング内のどこでも届くほどの前蹴り「荒鷲の鉤爪（ガイエスハーケン）」、強力な右の「雷神の槌（トールハンマー）」。必殺技は前蹴りから右アッパーのコンビネーション「雷神の鉤爪（トールハーケン）」。
 サーマート・シリントゥ (สามารถ ศรินทุ)
身長176センチメートル 体重68キログラム。
中量級世界最強の絶対王者と謳われるムエタイ7冠王。16歳でラジャダムナンのチャンピオンを再起不能にし、強過ぎたために世界進出を余儀無くされた天才戦士。中量級の選手でありながら、そのあまりの強さに相手が見つからず、国・階級を問わず試合を行いアメリカやオランダの重量級の選手とも対戦しているが、それでもなお無敗記録を更新し続けている。数多の世界タイトルを保持し、その強さから多くの格闘家から恐れられ、対戦を避けられている。
かつてK・O・Sの第1回大会で伊吹謙悟の兄・伊吹悟留と戦い、終始圧倒した末に事故で死に至らしめてしまった。その後悔から、相手の生命やその後の人生に関わるダメージを与えかねない攻撃を徹底して封印し、相手を気遣いKOを避けた塩試合を続けている。
流暢な日本語を話す、礼儀正しく冷静なポーカーフェイス。子供の頃の数年タナゴーン・アムマラットに師事し、未だに彼だけが自分の師匠だと語り続けている。
名前の由来はサーマート・パヤクァルン。
 タナゴーン・アムマラット (ธนากร อัมรัตน์)
海流達がよくお世話になるタイ料理店「チョークディー」店長。2階のキックボクシングジムのトレーナーも務めている。かつてサーマートにムエタイを教え、サーマートが唯一、師匠と呼ぶ人物。本人は「サーマートに何かを教えられる技術を持つ者など誰もいなかった」と否定してはいるが、事実、選手とその周りを良く見ていたり、サーマートが伊吹悟留を死に至らしめた後などに彼を気遣う優しさを持っている。30年程前は「褐色の殺し屋」の異名を持つ王者にもなったムエタイ選手で、選手時代の和泉に圧勝している。また時期は不明だが、立花とも闘い、負けている。
 チャーンデート・ナンセージム (ชาญเดช น้ำเสยิม)
タナゴーンの生徒で、本国タイでは何十戦もしているプロムエタイ選手。ニックネームはメオ。年齢は12歳。初勝負では、蹴りの研究をしていた海流との勝負では引き分ける。しかし、海流との首相撲の練習では常勝の実力者。外ではお菓子や戦隊モノが好きな年相応の少年である。
 チャーンノーイ・チャクラポン (ช้างน้อย จักรพงษ์)
身長172センチメートル 体重65キログラム。
士龍館主催の大会で伊吹健吾と試合をした元ルンピニーのライト級チャンピオンで、前UKKFスーパーウェルター級王者（作中に直接UKKF世界王者の描写は無いが、士龍館主催の大会時点でUKKF欧州王者だった伊吹が、勝利後世界王者となっていることから、前UKKFスーパーウェルター級王者であり、且つ伊吹との試合がタイトルマッチあったと考えられる）。選手としては、試合直前に喫煙をしたり日頃からあまりトレーニングをしない等不摂生な部分があるが、それでも現役時代の貯金だけで日本人に勝ち続けられてきたほどの実力で、ベテランなだけに洞察力もある。伊吹健吾との試合では右腕を潰し苦戦させるもそれ自体が作戦だったため、最終的にサウスポーに切り替えた伊吹に倒される。後に緒方寅治にも倒される。
カルロス・ジライヤ
ブラジリアン柔術黒帯、ムンジアル（ブラジリアン柔術の世界選手権）3連覇。身長168センチメートル 体重70キログラム。
柔術の世界選手権であるムンジアルを3連覇し、グレイシアン柔術の「天才児」と呼ばれると同時に「狂犬」とも言われている。本名はカルロス・グレイシアン。寝技に秀でるだけでなくストライカーとしても優れ、パンチや強烈なミドルキックを放つ。非常に身軽な動きで、寝技に於いても背後を取るのが恐ろしく速く、葉山を跳び付きの変形肩固めで瞬時に極めて見せた。打ってよし寝てよしのコンプリートファイター。
実は葉山と同じように相手の攻撃を察知する能力を持ち、また逆に気配のみで相手を察知し攻撃する能力も持つ。
日本のアニメや特撮が大好きであり、身体能力が高いこともあり、そこにつけ込まれたのか高倉哲山によりブラジリアン忍術の後継者に仕立て上げられ、カルロス自身が晶子に一目惚れしたこともあって、日々後継者となるべく鍛錬を積んでいた。士龍館の団体戦にて晶子との将来を賭けて才蔵と試合した際には、才蔵の様々な忍術に怒って本性を現し、圧倒するも、才蔵の反則の「磁光真空拳」によって男及び、才能を摘まれた。
 ジャンニ・スカンダラッキー
身長174センチメートル 体重72キログラム。
フランス出身のキックボクサーで、WPKCCスーパーウェルター級・WWKFウェルター級の2タイトル王者。「フランスの自堕落王」の異名通りとぼけた態度をしているが、ムエタイ出身であり、タイでも恐れられている相当な実力者。過去にアンドレ・マキンバと対戦し翻弄した末に肋骨を砕いてKOし、濱田との対戦では反則負けをするも濱田に大流血を負わせるなど、老獪で巧みな技術を持つ。海流と対戦した時には練習不足で調整も減量も失敗するなどの練習嫌いさと、通訳の女性相手に飲んだくれるなど不真面目さが目立つ。妻にしてプロモーターの娘でもあるアリスラーには立場上の関係から逆らえず、尻に敷かれている。海流戦ではまるでやる気もなく試合も適当に流そうとしていたことから序盤からダウンを奪われ、負けかけるも、アリスラーに叱責を受け本気となり、その技術で圧倒し、途中に右腕の骨折や変則の胴回しを受けるなどの危機もあったが勝利した。
その後、K・O・SU70世界一決定トーナメントにフランス代表として出場。小日向戦とは見違えるほど鍛え上げた肉体を披露し、一回戦でオランダ代表のギルバート・ダイクマンと対戦。本来の実力を取り戻し、3Rをフルに使いきり、顔に一発も被弾せずに終始ダイクマンを圧倒。実力差を見せつけて大差の判定勝利を収めた。
モデルは欧州やタイで活躍したキックボクサー、ジャン・スカボロスキー。
ジェラルド・ロップマン
「悪魔の右腕」と呼ばれる強力な右腕でKOを量産し世界9冠王となったベテランファイター。武藤以前にジェラール・ベルトランに唯一KO勝利した凄まじいハードパンチャー。右腕の由来は、少年時代に飛行機事故で重傷を負うも右腕だけが無事だったことによる。武藤のデビュー戦の相手で、1Rでは武藤と真っ向から殴り合い、互角の打ち合いを展開したが、2Rにカメラの前で、ガードした右腕を砕かれ、肘による衝撃の鮮血KOで敗退する。
尾嶋幸典（おじま ゆきのり）
山沢ジム所属。175センチメートル 70キログラム。
POKFウェルター級1位のキックボクサー。飛び抜けたパワーやスピードは無いが、的確なローキックと膝蹴り、老獪なディフェンス技術、生来の我慢強さを持ち、対戦相手を徹底的に分析して試合運びをコントロールするなど戦術眼も優れている。高橋速人にもその実力を認められ尊敬されており、作戦参謀に迎え入れられるほど。しかし、その地味で完全に勝ちに徹するファイトスタイルからKO勝ちの経験が無く人気も無いためか、ランキング1位かつ23戦21勝1敗1分という戦績でありながら未だにタイトルマッチの経験が無い。そのファイトスタイルのせいか、海流や高橋の様に人気があったりアグレッシブな選手との対戦では不利な判定を受けている。ちなみに旭太陽のマイミクでもある。
自らの華の無さを自覚しながらも、キックボクサーとしての自分こそ全てであるとの信念を持っており、どんな攻撃を受けようと決して逃げずに自らのスタイルを貫く心の強さは本物である。
GENESISに参戦した、海流の一回戦の対戦相手。老獪なディフェンスと的確なローで試合を優位に進めていたが、2R以降は吹っ切れた海流にペースを乱され、明らかなスリップをダウンと取られる誤審を受けてしまう。3Rでは立て直し、最後まで自らのキックボクシングを貫いた。結果は判定にもつれ込んだが、やはり不利な判定を受けて敗れる。しかしそれも海流の覚悟に一瞬自分のスタイルを忘れ後退したためとして受け入れ、海流にエールを送り、再戦を望んでいる。
その後、高橋の要望を受けて彼のトレーナーとなる。K・O・SU70世界一決定トーナメントにて高橋の顎を一撃で砕いたシンサックのパンチ力に不信感を抱き、後に仕込みを見抜いたことで、シンサック陣営を警戒すると同時に強い怒りを抱いている。
自分とファイティングスタイルが似ており、かつ自分には及ばない理想を体現している南を密かに憧れ、尊敬している。プラモデル（日本の名城、戦闘機など主にスケールモデル）が趣味らしい。
 白戸テムル心（しらとテムルしん）
亀戸ビクトリージム所属。
全日本ムエタイ連盟前ライト級王者、ウェルター級ランキング1位、後にウェルター級王者となる。
モンゴル人。5人兄妹で、父はモンゴル相撲の横綱、長男の兄は力士、次男の兄はプロレスラーという格闘一家。彼は三男で、下に一卵性の双子がおり、可愛い美少女である。テムルはモンゴル語で「鉄」を意味する。本名は「テム」で、力士の兄は「アル」、プロレスラーの兄は「ウル」という名前。海流以上のスピード、マキンバ以上のキレのパンチを持ち、リング全体を縦横に動き回り、相手や状況によって自由自在にスタイルを変えて攻められる万能選手。タイのムエタイチャンピオン以外には負けなしであった。
GENESISに参戦した優勝候補の筆頭で、南の一回戦の対戦相手。1Rは2度のダウンを奪って優勢に進めるが、南の相討ち覚悟の気迫を警戒して2Rはポイントを守って流そうと消極的になる。そこを南に攻め込まれ目尻をカットされ、出血に焦り勝負を急いだ末、必殺技を破られダウンを奪われた。2ヶ月後にウェルター級王者との対戦が決まっていたこともあって、これ以上のダメージを懸念したセコンドにタオルを入れられる。
試合は自身の完敗だったとし、以降は南を認め尊敬し、再戦することを待ち望んでいた。南のことを良きライバルとして認識しており、南道場ができた時は、モンゴルの酒を持って祝いに駆けつけている。
根は素直で純粋な性格だが、挑発に乗りやすく、南道場にお祝いに行った際は、海流と戦わせたい濱田の策略ともいえる煽りによって海流とも戦ったりしている。その半面、家族思い・兄弟思いで、日本の大学に合格した妹二人は、兄たちが自分にしてくれたように、妹達の日本での学費や生活費の面倒を見たいと思っている。（そう思った直後、その考えを察した力士の兄に「お前は今まで通り好きなことをしなさい」的なことを言われている。）
K・O・S王者になるが、力士の兄より早くチャンピオンになりたいという理由で、南に相談した挙句、神威に移籍してしまう。神威移籍後は、シンサックとの早期対戦を望んでいたが、代表である石塚にはぐらかされ、作中では試合が延期されたままである。
必殺技は、両手で十字の軌道を描くパンチのコンビネーション「レストインピース」と、蹴りで、スウェーしながらハイキックで十字を描く「レストインピース」がある。
モデルはK-1などで活躍するモンゴル人キックボクサーのアマラ忍。
週刊ヤングマガジンの作者コメント欄では「読者からのバレンタインチョコが一番多かったキャラ」として紹介されていた。
「覇極道」というモンゴル料理専門店でウェイターとして働いている。
田伏 隼（たぶせ じゅん）
プロレスリングNOVA所属。「金色の隼（ゴールデンファルコン）」のリングネームの人気プロレスラー。
ファンや観客を大切にし、ファンサービスを欠かさない生粋のプロレスラー。驚異的な運動神経を持ち、重量級の体格でありながら海流並の動きが出来る。和泉光章とミシェールにも世界クラスの逸材と認められているが、本人はプロレスにしか興味がなく、その性格から勝敗よりも会場を沸かせることを優先し、普段対戦相手を傷付けない興業ばかりのため無意識にブレーキが掛けられた状態にある。講壇会館の中量級全国大会で優勝した経歴を持ち、本格的な打撃を打てるなど、格闘家としての実力も高い。
GENESISに参戦。本来は95キログラムだが、GENESISのアンダー70を70歳以下と勘違いしてオファーを受けてしまい、無理矢理25キログラム減量して参戦していたため内臓はボロボロの状態だった。GENESISの2回戦で海流とプロレス流の大技の応酬を繰り広げ、追い詰めるも、海流の予想外の起死回生の胴廻し回転蹴りにより敗北する。しかし観客は大盛り上がりだったことで本人は満足していた。
モデルはDDTプロレスリングに所属するプロレスラーの飯伏幸太。セコンドのカノムトム鬼場のモデルはタノムサク鳥羽。
 シンサック・ソー・キングリバー (สิงห์ศักดิ์ ส.คิงริเวอร์)
現ラジャダムナンスタジアムSライト級王者、現ルンピニースタジアムSライト級王者、現WMTC・Sライト級ウェルター級王者。
顔面が傷まみれのムエタイファイター。「破壊神」の異名を持つ、サーマートと並び称される伝説のムエタイ王者。圧倒的なスピードとテクニック、そしてヘビー級の高砂を一撃で倒すパワーは他の選手とは桁違いで、タイでは常に階級差のあるハンディキャップマッチを強いられている。
サーマートと違い、KO勝ちを量産する選手として人気が高いが、非常に凶悪な性格で相手を壊すことに躊躇がなく、幾人もの選手を再起不能にし、過去の草試合では対戦相手を何人も殺したという噂を持つ。それゆえ少しでもムエタイを知る者からは恐れられている。反則行為も何の躊躇もなく行い、そのパンチ力の高さも、常にバンテージの中に石膏で固めた鉛を仕込んでいるがゆえのものである。
相当な守銭奴で、出場を頼まれた際にギャラを3倍に釣り上げさせたり、試合自体も金儲けの一環と見なしている。また相手に八百長を持ち掛けさせて動揺させるなど下衆な手段を用いる一方、敢えて自分を不利な状況へと追い込んで逆転勝ちすることを楽しんでいる筋金入りのギャンブル中毒者で、私生活でもギャンブルの借金が嵩んでいる。貧困の中で育ったらしく、サーマートのことは「クソボンボン野郎」呼ばわりして嫌っている。
K・O・SU70世界一決定トーナメントに参戦。一回戦で高橋と試合し、派手にKO勝利したことで一躍大人気選手となる。しかしその裏ではK・O・Sと敵対する「神威」プロデューサーの石塚と共謀し、POKFの試合を隠し中継して客に勝敗を賭けさせる裏賭博を行っている。
モデルは元ムエタイ王者のシンサック・ソーシリパン。
緒方寅治
POKFウェルター級王者。
打倒ムエタイのみを目標にしている日本最強のキックボクサー。POKFの花形選手であり、他のキック団体王者と比べても別格の強さを誇る。実力のみならずルックスも良いため間違いなくスーパースターとなれる素質があるが、本人は打倒ムエタイだけを目指しているため、K・O・Sには興味を抱かず、勧誘を受けても断り続けている。多くのプロ格闘家は練習の差し支えになるからという理由でガテン系の力仕事を嫌う中、引っ越しの仕事をこなしており、恐ろしく頑丈な肉体をしている。伊吹を苦戦させたムエタイファイター・チャーンノイや、ヨーロッパの強豪相手を圧倒し連勝してきた元ルンピニー3階級王者・コーンデートを力と技術の両面で圧倒し、軽く倒しのける程の実力を持つ。
モデルはキックボクサーの石井宏樹とシュートボクシングの緒形健一。
 トンチャイ (ธงชัย)
元ラジャダムナンスタジアムフライ級王者。
十数年前は200戦以上の経験を持つ人気王者だったが、八百長が発覚して実刑を受け、スタジアムからも追放された。3年前にツテを頼ってPOKFのジムトレーナーとして来日、バイトと掛け持ちしながら生活している。やる気もなくなり、実力も体型も今では見る影もなく衰えているが、金に困っているので時たま試合をしてしのいでいた。トレーナーとしても不真面目なので人気はないが、少数ながら慕う生徒もいる。
若き頃のシンサックの師匠であり、ムエタイの他、八百長・反則などのやり方をシンサックに教え込んだ人物。かつては「兄貴」と呼ばれ慕われていたが、今では立場が逆転して見下されている。
シンサックから裏賭博を持ちかけられ、自分の命を賭けて海流との試合を受ける。老獪な戦術に薬物使用や反則行為、果てはレフェリーをも抱き込んだ石塚の根回しなど、勝つために数多のドス黒い戦法を繰り出すも、覚醒した海流に圧倒される。死を受け入れ、かつての闘志を取り戻しつつ敗北した。しかし連れ去られる寸前、旭太陽らの尽力で真相を見抜いた尾嶋達に助けられた。
リボルバー酒井（リボルバーさかい）
元環太平洋キックボクシングミドル級王者。ジャンニ・スカンダラッキーの最初の対戦選手として内定するも、練習中に足の骨折で断念（代わりに海流が出場）。その後もポスター等の写真で登場する。モデルはマグナム酒井。